# دانشگاه تانتا
دانشگاه تانتا (به عربی: جامعة طنطا) یک دانشگاه در مصر است که در طنطا واقع شده‌است.